# Sorin Cîmpeanu
Sorin Mihai Cîmpeanu, né le 18 avril 1968 à Bucarest, est un homme d'État roumain. Il est membre du Parti national libéral.
Il est ministre de l'Éducation de décembre 2020 au 29 septembre 2022, date à laquelle il doit démissionner à la suite d’accusations de plagiat. 
Il est Premier ministre par intérim du 5 au 17 novembre 2015.
Il est ministre de l'Éducation et de la Recherche scientifique de décembre 2014 à novembre 2015 et ministre des Affaires intérieures par intérim en novembre 2015.

## Biographie

### Carrière professionnelle
Universitaire en agronomie, Sorin Cîmpeanu enseigne depuis les années 1990 à l'université de sciences agronomiques et de médecine vétérinaire de Bucarest, au sein de laquelle il est recteur de la faculté d'amélioration foncière et d’ingénierie de l'environnement.

### Carrière politique
Le 14 décembre 2014, il est nommé ministre de l'Éducation et de la Recherche scientifique dans le quatrième gouvernement du social-démocrate Victor Ponta, constitué quelques semaines après la défaite de ce dernier à l'élection présidentielle.
Du 5 au 17 novembre 2015, il est Premier ministre de Roumanie par intérim par le chef de l'État, Klaus Iohannis, après la démission de Victor Ponta, mis en cause pour sa gestion d'un incident meurtrier dans une discothèque à Bucarest et contesté en raison d'accusations de corruption.
Il est élu président de l’Agence universitaire de la Francophonie (AUF) en mai 2017
Le 24 septembre 2021, Sorin Cîmpeanu a été réélu Président de l’AUF
Il démissionne de son poste de ministre de l’Éducation début octobre 2022 pour avoir plagié son doctorat universitaire.